# Matheus Nunes
Matheus Luiz Nunes (Río de Janeiro, Brasil, 27 de agosto de 1998) es un futbolista portugués que juega como centrocampista en el Manchester City F. C. de la Premier League de Inglaterra. Además, es internacional habitual con la selección de fútbol de Portugal.

## Trayectoria

### Carrera temprana
Nacido en Río de Janeiro, y de ascendencia portuguesa, Nunes se mudó a Ericeira, Distrito de Lisboa a la edad de 12 años con su madre y su padrastro. Comenzó a jugar al fútbol con el equipo local Ericeirense y también ayudó a su familia en su panadería durante un período corto.
Nunes hizo su debut absoluto con el Ericeirense durante la temporada 2015-16, en la Asociación de Fútbol de Lisboa. Comenzó la pretemporada de 2017 a prueba en el Oriental, pero no fue fichado por una lesión en el muslo, y posteriormente regresó a su primer club.

### Grupo Desportivo Estoril Praia
Nunes fichó por el Grupo Desportivo Estoril Praia en el verano de 2018. Debutó en la LigaPro el 14 de octubre en el empate 2-2 ante el Varzim, siendo titular pero saliendo lesionado poco antes del final de la primera parte. Durante la mayor parte de su etapa, estuvo asociado al equipo de reserva.

### Sporting de Lisboa
El 29 de enero de 2019, Nunes se incorporó al Sporting de Lisboa de la Primeira Liga con un contrato de cinco años y medio por una tarifa de 500 000 euros por la mitad de sus derechos económicos y una cláusula de rescisión de 45 millones de euros. Sus actuaciones contra el Sporting con el Estoril en la fase de grupos de la Copa de la Liga de Portugal en la temporada 2018-19 fueron notadas por el equipo de cazatalentos del Sporting, que decidió ficharlo.
Después de jugar en la selección sub-23 del club, Nunes recibió su primera convocatoria al primer equipo por parte del técnico Rúben Amorim el 4 de junio de 2020, entrando como suplente en la segunda parte en el empate 2-2 en Vitória de Guimarães en la Primeira Liga. El 23 de octubre acordó una ampliación de contrato por un año más, aumentando su cláusula de rescisión de 45 a 60 millones de euros, decidiendo el club pagar al Estoril Praia 450 000 euros por la otra mitad de sus derechos económicos.
Nunes anotó su primer gol en la primera división portuguesa el 2 de enero de 2021, cerrando la victoria en casa por 2-0 sobre el Braga. Su segundo llegó el 1 de febrero siguiente, en tiempo de descuento para ayudar a los anfitriones a derrotar al Benfica 1-0 en el Derby da Capital, siendo nombrado mejor jugador del partido. Tras la marcha de João Mário, se ganó un lugar permanente en el once inicial, y el 15 de septiembre, en su debut en la Liga de Campeones de la UEFA, brindó una asistencia a Paulinho en la derrota por 5-1 ante el Ajax. Después de ayudar al Sporting en una racha de seis victorias consecutivas en la liga, incluido el Derbi de Lisboa contra el Benfica, donde brindó una asistencia y marcó un gol en la victoria a domicilio por 3-1, Nunes fue nombrado Centrocampista del Mes de la liga durante los meses de octubre y noviembre. El 15 de febrero de 2022, en el partido de ida de los octavos de final de la Liga de Campeones, a pesar de la derrota en casa de su equipo por 5-0 ante el Manchester City, Pep Guardiola, que quedó impresionado por el calibre de las actuaciones de Nunes, elogió como "uno de los mejores jugadores del mundo".

### Inglaterra
El 17 de agosto de 2022 fue traspasado al Wolverhampton Wanderers F. C. Firmó por cinco años y se convirtió en el fichaje más caro en la historia del club. A pesar de ello, tras poco más de doce meses en el equipo en los que jugó 39 partidos, el 1 de septiembre de 2023 se marchó al Manchester City F. C.

## Selección nacional
El 8 de agosto de 2021, después de vivir diez años en el país, recibió su pasaporte portugués. A fines de ese mes, en su cumpleaños número 23, Tite lo convocó como uno de los nueve reemplazos de los jugadores con base en el Reino Unido, para los tres partidos de clasificación para la Copa Mundial de Fútbol de 2022 contra Chile, Argentina y Perú; Rechazó la llamada, ya que habría tenido que hacer cuarentena al regresar por no tener la vacuna completa contra el COVID-19. Finalmente, Nunes decidió no representar a su país de nacimiento, luego de que el entrenador de la selección de Portugal, Fernando Santos, lo contactara y lo convenciera de representar a Portugal.
Nunes fue convocado por Santos el 30 de septiembre de 2021 para las eliminatorias mundialistas ante Luxemburgo y un amistoso con Catar. Ganó su primer partido internacional el 9 de octubre, comenzando la victoria por 3-0 en el amistoso sobre Catar en el Algarve. Marcó su primer gol internacional el 22 de marzo siguiente en la victoria por 3-1 en casa sobre Turquía en las semifinales de los play-offs de clasificación.

### Participaciones en Copas del Mundo
| Mundial      | Sede  | Resultado        | Partidos | Goles |
| ------------ | ----- | ---------------- | -------- | ----- |
| Mundial 2022 | Catar | Cuartos de final | 2        | 0     |

### Participaciones en Eurocopas
| Copa          | Sede     | Resultado        | Partidos | Goles |
| ------------- | -------- | ---------------- | -------- | ----- |
| Eurocopa 2024 | Alemania | Cuartos de final | 2        | 0     |

## Clubes
Actualizado al último partido disputado el 30 de junio de 2025.
| Club                                     | Div.          | Temporada     | Liga  | Liga  | Copas nacionales | Copas nacionales | Copas internacionales | Copas internacionales | Total | Total |
| Club                                     | Div.          | Temporada     | Part. | Goles | Part.            | Goles            | Part.                 | Goles                 | Part. | Goles |
| ---------------------------------------- | ------------- | ------------- | ----- | ----- | ---------------- | ---------------- | --------------------- | --------------------- | ----- | ----- |
| G. D. U. Ericeirense Portugal            | 4.ª           | 2016-17       | 16    | 6     | 0                | 0                | ―                     | ―                     | 16    | 6     |
| G. D. U. Ericeirense Portugal            | 4.ª           | 2017-18       | 12    | 7     | 1                | 0                | ―                     | ―                     | 13    | 7     |
| G. D. U. Ericeirense Portugal            | Total club    | Total club    | 28    | 13    | 1                | 0                | 0                     | 0                     | 29    | 13    |
| G. D. Estoril Praia Portugal             | 2.ª           | 2018-19       | 6     | 0     | 2                | 0                | ―                     | ―                     | 8     | 0     |
| G. D. Estoril Praia Portugal             | Total club    | Total club    | 6     | 0     | 2                | 0                | 0                     | 0                     | 8     | 0     |
| Sporting C. P. Portugal                  | 1.ª           | 2019-20       | 10    | 0     | 0                | 0                | 0                     | 0                     | 10    | 0     |
| Sporting C. P. Portugal                  | 1.ª           | 2020-21       | 31    | 3     | 6                | 0                | 2                     | 0                     | 39    | 3     |
| Sporting C. P. Portugal                  | 1.ª           | 2021-22       | 33    | 3     | 11               | 1                | 6                     | 0                     | 50    | 4     |
| Sporting C. P. Portugal                  | 1.ª           | 2022-23       | 2     | 1     | ―                | ―                | ―                     | ―                     | 2     | 1     |
| Sporting C. P. Portugal                  | Total club    | Total club    | 76    | 7     | 17               | 1                | 8                     | 0                     | 101   | 8     |
| Wolverhampton Wanderers F. C. Inglaterra | 1.ª           | 2022-23       | 34    | 1     | 5                | 0                | ―                     | ―                     | 39    | 1     |
| Wolverhampton Wanderers F. C. Inglaterra | 1.ª           | 2023-24       | 2     | 0     | 0                | 0                | ―                     | ―                     | 2     | 0     |
| Wolverhampton Wanderers F. C. Inglaterra | Total club    | Total club    | 36    | 1     | 5                | 0                | 0                     | 0                     | 41    | 1     |
| Manchester City F. C. Inglaterra         | 1.ª           | 2023-24       | 17    | 0     | 3                | 0                | 9                     | 0                     | 29    | 0     |
| Manchester City F. C. Inglaterra         | 1.ª           | 2024-25       | 26    | 1     | 6                | 2                | 11                    | 1                     | 43    | 4     |
| Manchester City F. C. Inglaterra         | Total club    | Total club    | 43    | 1     | 9                | 2                | 20                    | 1                     | 72    | 4     |
| Total carrera                            | Total carrera | Total carrera | 189   | 22    | 34               | 3                | 28                    | 1                     | 251   | 26    |
| 1. 2.                                    |               |               |       |       |                  |                  |                       |                       |       |       |

## Palmarés

### Títulos nacionales
| Título           | Club                  | País       | Año  |
| ---------------- | --------------------- | ---------- | ---- |
| Premier League   | Manchester City F. C. | Inglaterra | 2024 |
| Community Shield | Manchester City F. C. | Inglaterra | 2024 |

### Títulos internacionales
| Título                 | Club                  | Sede           | Año  |
| ---------------------- | --------------------- | -------------- | ---- |
| Copa Mundial de Clubes | Manchester City F. C. | Arabia Saudita | 2023 |